# 雪豹网络
雪豹网络（英文：Snow Leopard Network）于2002年在美国西雅图举行的雪豹峰会上成立，总部设在美国西雅图。雪豹网络由全球有志于拯救保护雪豹的组织、个人和政府机构组成。旨在促进国际成员之间的信息共享、合作与专业联系，以提高保护雪豹工作的效率，是一个全球雪豹研究与保护的组织与个人的网络机构。国际雪豹基金会、WWF等均为其成员。同时，雪豹网络的网站提供了有关雪豹研究的文献和研究项目。文献包括超过1100篇的参考文献和超过700篇文本文件，主要是关于雪豹及其栖息地的学术性文章。

## 历史
雪豹网络于2002年在美国西雅图举行的雪豹峰会上成立。之后，雪豹网络的会员由原来的65人增长到170人，而且会员正在持续增加。

## 使命与目标
在SLN的中文网站上，该组织的使命和目标叙述如下。
SLN的使命：
通过网络和个人、组织及政府间的协作来促进对濒临灭绝的雪豹的合理科学的保护。力求建立和增进专业联系，以解决影响雪豹及其捕食对象的生存和当地居民生存困难的关键问题。
SLN的目标：
- 将“雪豹网络”建设成为推动雪豹研究和保护的主要协调机构。
- 协助《雪豹生存策略》，以及《迁徙物种公约》、《濒危野生动植物种国际贸易公约》、《生物多样性公约》相关方面的实施。
- 推动雪豹国家行动计划的制定和实施。
- 推动雪豹及其猎物和它们栖息的山地生态系统的科学管理和保护。
- 建设和加强雪豹分布国家保护雪豹的能力。
- 利用“雪豹网络”成员的综合知识和专门技能来制定雪豹相关问题的情势说明。

## 组织结构
“雪豹网络”由指导委员会管理，包括一名主席，一名执行主任和六名委员会委员。

## 雪豹生存策略
雪豹网络的目标之一是推动履行“雪豹生存策略”（英文：Snow Leopard Survival Strategy）。“雪豹生存策略”中提出了研究与保护雪豹的指导方针, 并不断以最新的知识更新。2001年2月，国际雪豹基金会倡议制定《雪豹生存策略》，调查结果通过因特网发布。其参与者超过60人，包括来自12个雪豹分布国的32位代表。雪豹生存峰会于2002年5月21–26日在美国西雅图举行，58名专家参与讨论并提炼了策略，进程的最终成果就是一个全面的《雪豹生存策略》。现有英文、中文、蒙古文和俄文版。“雪豹生存策略”可以作为雪豹分布国制定国家雪豹保护战略的工具。